# (3357) Tolstikov
(3357) Tolstikov es un asteroide perteneciente al cinturón de asteroides, descubierto el 21 de marzo de 1984 por Antonín Mrkos desde el Observatorio Kleť, České Budějovice, República Checa.

## Designación y nombre
Designado provisionalmente como 1984 FT. Fue nombrado Tolstikov en honor al meteorólogo ruso Evgenij I. Tolstikov.